# Munga, Väster-Ensta en Vida
Munga, Väster-Ensta en Vida (Zweeds: Munga, Väster-Ensta och Vida) is een småort in de gemeente Tierp in het landschap Uppland en de provincie Uppsala län in Zweden. Het småort heeft 101 inwoners (2005) en een oppervlakte van 38 hectare. Eigenlijk bestaat het småort uit drie plaatsen: Munga, Väster-Ensta en Vida.